# Ilarsjöarna
Ilarsjöarna är en sjö i Laxå kommun i Västergötland och ingår i Motala ströms huvudavrinningsområde. Sjöns area är 0,003 kvadratkilometer och den är belägen 175 meter över havet.